# Équipe du Canada féminine de squash
L'équipe du Canada féminine de squash représente le Canada dans les compétitions internationales de squash et dirigée par Squash Canada.
Depuis 1979, le meilleur résultat du Canada aux championnats du monde par équipes est une 4e place en 1979.

## Équipe actuelle
- Hollie Naughton
- Nicole Bunyan
- Nikki Todd
- Niki Shemirani

## Palmarès championnats du monde par équipes
| Année                    | Résultat        | Classement | G  | PL |
| ------------------------ | --------------- | ---------- | -- | -- |
| Birmingham 1979          | Phase de poule  | 4e         | 2  | 2  |
| Toronto 1981             | Quart de finale | 7e         | 3  | 3  |
| Perth 1983               | Phase de poule  | 8e         | 1  | 3  |
| Dublin 1985              | Phase de poule  | 5e         | 4  | 3  |
| Auckland 1987            | Phase de poule  | 5e         | 6  | 2  |
| Warmond 1989             | Quart de finale | 5e         | 3  | 3  |
| Sydney 1990              | Phase de poule  | 8e         | 5  | 2  |
| Vancouver 1992           | Quart de finale | 6e         | 2  | 4  |
| Guernesey 1994           | Phase de poule  | 12e        | 0  | 6  |
| Petaling Jaya 1996       | Phase de poule  | 9e         | 5  | 1  |
| Stuttgart 1998           | Phase de poule  | 10e        | 4  | 2  |
| Sheffield 2000           | Quart de finale | 7e         | 3  | 3  |
| Odense 2002              | Phase de poule  | 9e         | 5  | 2  |
| Amsterdam 2004           | Phase de poule  | 9e         | 5  | 2  |
| Edmonton 2006            | Phase de poule  | 13e        | 3  | 3  |
| Le Caire 2008            | Phase de poule  | 9e         | 5  | 2  |
| Palmerston North 2010    | Phase de poule  | 13e        | 2  | 4  |
| Nîmes 2012               | 1/16e de finale | 12e        | 2  | 4  |
| Niagara-on-the-Lake 2014 | Phase de poule  | 11e        | 4  | 3  |
| Issy-les-Moulineaux 2016 | Phase de poule  | 10e        | 3  | 3  |
| Dalian 2018              | Quart de finale | 7e         | 3  | 3  |
| Total                    | 21/21           | 0 titres   | 70 | 60 |

,